# 假九节
假九节（学名：Psychotria tutcheri）为茜草科九节属下的一个种。

## 扩展阅读
- 維基物種上的相關：假九节